# Surdoiu
Surdoiu (wymowaⓘ) – wieś w Rumunii, w okręgu Vâlcea, w gminie Perișani. W 2011 roku liczyła 84 mieszkańców.